# Rezerwa oficerów 1 Armii Polskiej w ZSRR
Rezerwa oficerów 1 Armii Polskiej w ZSRR – została powołana w celu szkolenia kadry oficerskiej mogącej zasilić oddziały 1 Armii Polskiej w ZSRR.
Istniała do końca października 1945, kiedy to decyzją Naczelnego Dowództwa WP została rozformowana.